# سیال حافظه‌دار
سیال حافظه‌دار نوعی سیال غیرنیوتونی است که رفتار رئولوژیکی آن تنها به شرایط لحظه‌ای تنش و نرخ کرنش وابسته نیست، بلکه به تاریخچهٔ تنش و کرنش واردشده نیز بستگی دارد. این ویژگی باعث می‌شود پاسخ سیال به تنش‌های جدید، تحت تأثیر نیروهایی قرار گیرد که در گذشته به آن وارد شده‌اند.

## ویژگی
در سیالات نیوتونی مانند آب، تنش تنها تابعی از نرخ لحظه‌ای کرنش است. اما در سیالات حافظه‌دار، تنش تابعی از سابقهٔ زمانی نرخ کرنش بوده و نیازمند مدل‌سازی دقیق‌تری از طریق روابط انتگرالی یا معادلات دیفرانسیل حافظه‌دار است.

## مدل‌های رفتاری
برای توصیف این نوع رفتار، معمولاً از مدل‌های ویسکوالاستیک استفاده می‌شود:
- مدل ماکسول تعمیم‌یافته (Generalized Maxwell Model)
- مدل Oldroyd-B
- مدل Giesekus
- مدل PTT (Phan–Thien–Tanner)

این مدل‌ها با ترکیب ویژگی‌های الاستیک و ویسکوزیته به‌صورت تابعی از زمان، رفتار سیال را توصیف می‌کنند.

## خواص رئولوژیکی
برخی ویژگی‌های شاخص سیالات حافظه‌دار عبارت‌اند از:
- Relaxation: توانایی بازگشت تدریجی به حالت اولیه پس از حذف تنش
- Retardation: تأخیر در پاسخ به تنش وارده
- Stress overshoot: افزایش ناگهانی تنش در نرخ کرنش بالا
- Normal stress differences: ایجاد تنش‌های نرمال در جریان‌های برشی

## کاربردها
سیالات حافظه‌دار در حوزه‌های گوناگون کاربرد دارند:
| حوزه                  | کاربرد                                      |
| --------------------- | ------------------------------------------- |
| مهندسی پزشکی          | شبیه‌سازی جریان خون در رگ‌ها                  |
| مهندسی شیمی           | طراحی فرآیندهای اکستروژن و قالب‌گیری پلاستیک |
| بیومکانیک             | تحلیل جریان سیالات زیستی مانند بزاق و مخاط  |
| مهندسی هوافضا و خودرو | طراحی سیستم‌های میرایی و کنترل ارتعاشات      |

## نمونه‌های واقعی
- محلول‌های پلیمری مانند پلی‌اتیلن‌اکسید در آب
- مایعات زیستی مانند خون، بزاق و مایع مفصلی
- ژل‌های هوشمند یا هیدروژل‌های حساس به محرک

## تفاوت با سایر سیالات
| نوع سیال        | وابستگی به نرخ کرنش | حافظه زمانی       | مثال                         |
| --------------- | ------------------- | ----------------- | ---------------------------- |
| نیوتونی         | دارد                | ندارد             | آب، روغن                     |
| غیرنیوتونی ساده | دارد                | بسیار کم یا ندارد | کچاپ، خمیر دندان             |
| حافظه‌دار        | دارد                | دارد              | محلول‌های پلیمری، ژل‌های زیستی |

## تحلیل عددی
مدل‌سازی این سیالات در تحلیل‌های CFD نیازمند حل معادلات پیچیدهٔ مشتق‌دار و انتگرالی است. به دلیل رفتارهایی مانند relaxation و elastic recoil، روش‌های عددی پایدار و با دقت بالا مورد نیاز هستند.